# Gary Speed
Gary Speed (Mancot, 1969. szeptember 8. – 2011. november 27.) walesi labdarúgó, edző. A walesi válogatott csapatkapitánya volt.

## Pályafutása
Pályafutását az angol Leeds United-nél kezdte 1988-ban. 1989-ben debütált az Oldham ellen. Első gólját 1989-ben a Bradford ellen szerezte. 1992-ben, 22 évesen bajnoki címet nyert a csapattal.
Pár évvel később bejelentkezett érte az Everton, és 1996-ban 5,5 millió fontért a liverpooli klubhoz szerződött. Ő volt az Everton csapatkapitánya, azonban 1998-ban a Newcastle United játékosa lett. 1998 februárjában debütált a West Ham United ellen.

### Bolton Wanderers
2004 júliusában, 750,000 fontért, két évre igazolt a Newcastle-től a Bolton csapatához. Ő lett az első játékos, aki 500 Premiership mérkőzésen lépett pályára, mikor játszott a West Ham United ellen 2006 decemberében.
2007. május 1-jén kinevezték a csapat vezetőedzőjének, miután Sam Allardyce lemondott erről a posztjáról. Októberben visszatért a pályára, mint Bolton játékos.
2007. augusztus 25-én a Reading ellen gólt fejelt, ezzel ő lett az egyedüli játékos, aki minden Premiership szezonban gólt szerzett. 2007. december 24-én bejelentették, hogy 2008. január 1-jétől kölcsönben a Sheffield United játékosa lesz. Kölcsönszerződése állandóvá vált, a Pengék 250,000 fontért igazolták le véglegesen Speed-et.

### Sheffield United és edzői pályafutása
Speed már átigazolása napján, 2008. január 1-én pályára lépett új csapatában, méghozzá kezdőként a Wolves ellen. A szezon hátralevő részében rendszeresen játszott, és csapatkapitány-helyettesnek is kinevezték, mikor Chris Morgan nem volt bevethető állapotban. 2008 márciusában szerezte első gólját a Sheffield-ben a Coventry City ellen. A szezont három góllal zárta, két gólját a Bristol City ellen szerezte, amikkel csapata megnyerte a találkozót. Speed 2010-ben vonult vissza játékosként, de nem sokkal később átvette csapata irányítását vezetőedzőként. 2010 decemberében kinevezték a walesi labdarúgó-válogatott szövetségi kapitányává.
2011. november 27-én a Walesi labdarúgó-szövetség bejelentette Gary Speed halálát.

## Halála
A The Daily Telegraph beszámolójában a rendőrség szóvivőjére hivatkozva azt állította, hogy Speed felakasztotta magát, azt viszont nem tudni miért vetett véget az életének. Az eset az egész angol futballt megrázta, hiszen a korábbi középpályás a szigetországi labdarúgás (el)ismert és kedvelt alakja volt.